# Borjak-e Sheykhī
Borjak-e Sheykhī (persiska: برجک شیخی) är en ort i Iran.   Den ligger i provinsen Khorasan, i den nordöstra delen av landet, 900 km öster om huvudstaden Teheran. Borjak-e Sheykhī ligger 718 meter över havet och antalet invånare är 346.
Terrängen runt Borjak-e Sheykhī är platt åt nordost, men åt sydväst är den kuperad. Runt Borjak-e Sheykhī är det ganska glesbefolkat, med 35 invånare per kvadratkilometer. Närmaste större samhälle är Şāleḩābād, 14,8 km norr om Borjak-e Sheykhī. Omgivningarna runt Borjak-e Sheykhī är i huvudsak ett öppet busklandskap.